# فو بار
يُوضع المصطلح فوبار (بالإنجليزية: foobar)‏ أو فو (بالإنجليزية: foo)‏ أو بار (بالإنجليزية: bar)‏ في البرمجيات أو في توثيق البرمجيات، لتسمية المتغيرات أو الدالات أو الأوامر التي لا تدل أو تحمل معنى هام، وتوضع لتوضيح مفهوم. ويمكن تشبيه استخدامها كاستخدام «س» و«ص» في الجبر عند الدلالة على أرقام مجهولة.

## مثال
```
#include
 
<stdio.h>

int
 
main
()
 
{

   
const
 
char
 
*
foo
 
=
 
"Hello"
;

   
const
 
char
 
*
bar
 
=
 
"World!"
;

   
fprintf
(
stdout
,
 
"%s %s
\n
"
,
 
foo
,
 
bar
);

   
return
 
0
;

}

```